# Daniel Scharner
Daniel Scharner (* 26. Februar 1997 in Purgstall an der Erlauf) ist ein österreichischer Fußballspieler.

## Karriere
Scharner begann seine Karriere bei der SVg Purgstall. 2011 wechselte er in die Jugend der SG Waidhofen/Ybbs. 2013 wechselte er zum viertklassigen SV Gaflenz. Im August 2013 debütierte er in der Landesliga, als er am 15. Spieltag der Saison 2013/14 gegen den SV Leobendorf in der 65. Minute für Neven Špiranac eingewechselt wurde. Seinen ersten Treffer für Gaflenz erzielte er im September 2013 bei einem 2:1-Sieg gegen den ASK Bad Vöslau.
Zur Saison 2015/16 wechselte Scharner zum Regionalligisten SKU Amstetten. Sein erstes Spiel in der Regionalliga absolvierte er im Juli 2015, als er am ersten Spieltag jener Saison gegen den ASK Ebreichsdorf in der 81. Minute für Milan Vuković ins Spiel gebracht wurde. Im März 2016 erzielte er bei einem 2:1-Sieg gegen den SC Neusiedl am See sein erstes Tor in der Regionalliga.
2018 stieg er mit Amstetten in die 2. Liga auf. In der Aufstiegssaison 2017/18 absolvierte er 26 Spiele in der Regionalliga und erzielte dabei drei Tore. Sein Debüt in der zweithöchsten Spielklasse gab er im Juli 2018, als er am ersten Spieltag der Saison 2018/19 gegen den Floridsdorfer AC in der Startelf stand. In jenem Spiel, das Amstetten 4:3 verlor, erzielte Scharner den Treffer zum zwischenzeitlichen 4:2. In drei Spielzeiten in der 2. Liga kam er zu insgesamt 65 Einsätzen, in denen er vier Tore erzielte. Nach der Saison 2020/21 verließ er den SKU nach sechs Jahren.
Nach einem halben Jahr ohne Klub wechselte Scharner im Jänner 2022 zum Regionalligisten Wiener Sport-Club. Für den WSC absolvierte er insgesamt 30 Regionalligapartien. Zur Saison 2023/24 wechselte er innerhalb der Ostliga zu den Amateuren des FK Austria Wien. Für die Young Violets kam er bis zur Winterpause in allen 16 Partien in der Ostliga zum Einsatz.
Im Jänner 2024 kehrte Scharner zum Zweitligisten Amstetten zurück. Für Amstetten kam er insgesamt zu 14 Zweitligaeinsätzen, ehe er den Verein nach der Saison 2024/25 verließ. Daraufhin wechselte Scharner zur Saison 2025/26 zum viertklassigen SCU Ardagger.

## Persönliches
Sein Großcousin Paul Scharner war ebenfalls Fußballer und österreichischer Nationalspieler.